# Непорент (гміна)
Гміна Непорент (пол. Gmina Nieporęt) — сільська гміна у центральній Польщі. Належить до Леґьоновського повіту Мазовецького воєводства.
Станом на 31 грудня 2011 у гміні проживало 13090 осіб.

## Площа
Згідно з даними за 2007 рік площа гміни становила 100.52 км², у тому числі:
- орні землі: 37.00%
- ліси: 41.00%

Таким чином, площа гміни становить 25.78% площі повіту.

## Населення
Станом на 31 грудня 2011:
| Опис     | Загалом | Загалом | Чоловіки | Чоловіки | Жінки | Жінки |
| -------- | ------- | ------- | -------- | -------- | ----- | ----- |
| одиниця  | осіб    | %       | осіб     | %        | осіб  | %     |
| все      | 13090   | 100     | 6362     | 48.60    | 6728  | 51.40 |
| міське   | 0       | 100     | 0        |          | 0     |       |
| сільське | 13090   | 100     | 6362     | 48.60    | 6728  | 51.40 |

## Сусідні гміни
Гміна Непорент межує з такими гмінами: Велішев, Леґьоново, Маркі, Радзимін, Сероцьк, Яблонна.